# Benifallim (kommunhuvudort)
Benifallim är en kommunhuvudort i Spanien.   Den ligger i provinsen Provincia de Alicante och regionen Valencia, i den östra delen av landet, 300 km sydost om huvudstaden Madrid. Benifallim ligger 740 meter över havet och antalet invånare är 126.
Terrängen runt Benifallim är kuperad, och sluttar norrut. Runt Benifallim är det glesbefolkat, med 8 invånare per kvadratkilometer. Närmaste större samhälle är Alcoy, 8,0 km nordväst om Benifallim. 